# Batwoman
Batwoman è un personaggio dei fumetti DC Comics. La prima Batwoman, ovvero Katherine "Kathy" Webb, fu creata da Bob Kane e da Sheldon Moldoff nel 1956 e successivamente, nel 2006, il personaggio fu rilanciato dalla casa editrice attraverso la nipote, Katherine "Kate” Kane, che assunse l'identità di nuova Batwoman.

## Storia editoriale

### 1956-1959
Batwoman comparve originariamente durante la Silver Age, nel numero 233 di Detective Comics (luglio 1956), come controparte femminile degli eroi Batman e Robin.

### Dal 2006
Dopo un periodo in cui il personaggio non veniva impiegato nella continuity, nel 2006 la DC Comics rilanciò il personaggio all'interno dell'undicesimo albo della saga 52 e, con l'assenza di Batman a causa di Batman R.I.P., diventando la protagonista di Detective Comics. Il design del personaggio venne curato da Alex Ross.
L'identità di questa nuova Batwoman è Kathy Kane, miliardaria lesbica che frequenta gli stessi ambienti di Bruce Wayne, ex compagna di Renee Montoya. Batwoman, come eroina mascherata, agisce indipendentemente da Batman, per quanto sia sua grandissima ammiratrice.
L'attrazione del personaggio verso le donne destò scalpore nei media, inaspettato anche per il presidente DC Dan DiDio.

### Le varie Batwoman dopo la revisione di Grant Morrison
Grant Morrison, nel suo lavoro di revisione della continuity batmaniana, ha messo ordine nel caos riportando in vita Batwoman non solo nella veste attuale ma anche in quella della Silver Age, detta anche versione pre-Crisis. Dunque secondo la riscrittura di Morrison, le Batwoman esistite nell'universo DC sono: Kathy Webb, Kate Kane, una Helena Wayne alternativa, Brenna Wayne, Selina Kyle e un'aliena del Quarto Mondo.
Katherine "Kathy" Webb, è la prima a ricoprire il ruolo di Batwoman: vedova di Nathan Kane (fratello di Martha Kane e quindi zio materno di Bruce Wayne), Kathy Webb era un'artista da circo ingaggiata da un misterioso Agente 33 per conto dell'organizzazione segreta Spyral affinché si avvicinasse a Batman e ne scoprisse l'identità segreta. Kathy si creò l'identità di Batwoman e ci riuscì, facendo innamorare di sé Batman, per scoprire che non era altri che il nipote del defunto marito. Innamoratasi a sua volta, lo lasciò per non essere costretta a rivelare la sua identità. A detta di Alfred Pennyworth, è stato uno dei rari casi in cui fu una donna a spezzare il cuore a Batman e non viceversa. Kathy morì poco dopo uccisa da Tigre di Bronzo della Lega degli Assassini, per ragioni poco chiare. La sua assistente era Bat-Girl la quale, nella Silver Age, era Bette Kane, nipote di Kathy (poi diventata nota come Flamebird). Morrison ha riportato in vita anche Bat-Girl ma non ha spiegato se era Bette Kane alias Flamebird o un'altra ragazza .
Katherine "Kate" Kane, l'attuale Batwoman: figlia del colonnello dei corpi speciali, Jacob "Jake" Kane. Forse Jake è un parente di Nathan e Martha Kane (zio e madre di Bruce Wayne): ciò renderebbe Kate parente sia di Bruce sia di Kathy Webb. Kate decise di prendere le orme di Batman in età adulta, quando l'eroe la salvò da un assalitore, ma la determinazione alla lotta contro il crimine l'aveva sin da bambina: lei e la sorella gemella furono rapite assieme alla madre. Il padre intervenne per salvarle, ma madre e sorella morirono nello scontro a fuoco, sotto i suoi occhi. In seguito, il padre di Kate è diventato il suo più grande alleato e sostenitore. Grande ammiratrice di Batman, è molto amica di Nightwing, il quale si mostra infatuato di lei ignorandone l'orientamento sessuale. La sua aiutante è la cugina Bette Kane, che già da anni era la supereroina Flamebird. Se Kathy è la zia sia di Kate che di Bette, allora entrambe le donne sono cugine di Bruce Wayne, il che rende Jacob suo zio o cugino. Con il riavvio della continuity DC in Rebirth, su Detective Comics Batman assembla una sua squadra personale di assistenti che comprende Kate Kane/Batwoman; uno dei primi casi che li vede in azione è scoprire chi usa tattiche uguali a quelle di Batman per attaccare ed uccidere criminali potenti; il caso porterà Kate e Bruce a scontrarsi con il colonnello delle forze speciali Jacob Kane (il padre di Kate), svelando particolari nuovi sul passato della ragazza: Kate è stata nel Corpo dei Marine prima di essere espulsa per una relazione con una commilitone donna, poi Jacob l'ha portata dentro la sua unità, una squadra che usa le tattiche di Bruce con scopi letali; ciò allo scopo di contattare Batman indirettamente e studiarlo; quando Batwoman passa dalla parte di Batman, padre e figlia finiranno per scontrarsi sull'approccio nella lotta al crimine, poiché Jacob vuole spazzare via praticamente tutta la popolazione di Gotham, ritenendola una città corrotta ed invivibile, nonché responsabile della morte della sorella Martha (la madre di Bruce Wayne).
Bette Kane, alias Bat-Girl alias Flamebird, cugina e alleata dell'attuale Batwoman, in un prossimo futuro è mostrata come nuova Batwoman, la III, nonché amore di Tim Drake alias il nuovo Batman, nella saga Titans Tomorrow .
Cassandra Cain, alias Batgirl III, nella saga Titans Tomorrow... Today! è mostrata come Batwoman IV al posto di Bette Kane, che non sta più con Tim Drake/Batman e ha ripreso il vecchio ruolo di Flamebird .
Helena Wayne. Non è la Helena Wayne di Terra 2, un mondo parallelo dove Bruce ha avuto con Selina Kyle una figlia, divenuta la III Cacciatrice; è la Helena Wayne di una Terra diversa. È, infatti, la versione femminile di Bruce Wayne. In questo mondo parallelo tutti i personaggi maschili di Terra 1 sono donne, così come tutti i personaggi femminili sono uomini. Superman qui è Superwoman, e Supergirl è Superlad . Il suo mondo è uno degli Elseworlds, anche se compare nella continuity ufficiale.
Brenna Wayne. Nel lontano 2500, l'ultima discendente di Bruce Wayne, Vicepresidente degli USA, assume su di sé l'antico retaggio del pipistrello per difendere la sua famiglia dall'immortale Vandal Savage che da tredici generazioni uccide, uno dopo l'altro, tutti i rampolli della famiglia Wayne dopo aver fatto indossare loro un costume da Batman. È una storia Elseworlds .
Selina Kyle, alias Catwoman, in una Terra parallela, in cui sono ambientati due Elseworlds, smette i panni della donna-gatto per diventare Batwoman, la compagna di Batman, in un mondo più violento e caotico a causa del fatto che Superman non fu mai trovato e cresciuto dai Kent..
Un'aliena del Quarto Mondo che, in Kingdom Come, è talmente fan di Batman (ormai vecchio e logoro) da unirsi ai suoi Outsider nella guerra tra metaumani che sta devastando il mondo.

## Altri media

Batwoman nel film d'animazione Batman - Il mistero di Batwoman (2003)

- Batwoman è la protagonista del film di origine spagnola Batwoman - L'invincibile superdonna del 1967, interpretata dall'attrice italiana Maura Monti.
- Il personaggio compare nei film d'animazione Batman - Il mistero di Batwoman (2003), Batman: Bad Blood (2016), Batman e i problemi di famiglia (2019) e Catwoman: Braccata (2022).
- Kate Kane / Batwoman è apparsa nell'episodio crossover dell'Arrowverse[10] Elseworlds, il 9 dicembre 2018.[11] Una serie televisiva, Batwoman, incentrata sul personaggio era in sviluppo sul canale The CW ed ha debuttato nel 2019[12][13] interpretata da Ruby Rose e dalla seconda stagione da Wallis Day.[14]